# Герцог де Бельгард
Герцог де Бельгард (фр. duc de Bellegarde) — титул, созданный королём Франции в 1619 году.

Герб герцога Роже де Бельгарда

## История
В сентябре 1619 жалованной грамотой, данной в Туре, Людовик XIII возвел маркизат Сёр в Бургундии в ранг герцогства-пэрии с названием Бельгард, в пользу великого конюшего Франции Роже II де Сен-Лари. Пожалование было зарегистрировано 8 июня 1620.
В 1645 году Роже де Бельгард продал герцогство принцу Анри II де Конде. Взамен он купил маркизат Шуази-о-Лож в Гатине, родовое владение семьи Л'Опиталь, которому жалованной грамотой в декабре 1645 (зарегистрирована 26.07.1646) был передан титул герцогства-пэрии де Бельгард.
После смерти Роже де Бельгарда в 1646 принцы Конде приняли титул герцогов де Бельгард. Жан-Антуан-Арно де Пардайян де Гондрен, маркиз де Монтеспан (ум. 1687), племянник Роже де Бельгарда, наследовавший его владения, также носил титул герцога де Бельгарда.

## Герцоги де Бельгард
1. 1619—1646 — Роже II де Сен-Лари (1562/1563—1646), 1-й герцог де Бельгард

Герб дома де Конде

2. 1646 — Герб дома де КондеАнри II де Бурбон-Конде (1588—1646), 2-й герцог де Бельгард
3. 1646—1686 — Луи II де Бурбон-Конде (1621—1686), 3-й герцог де Бельгард
4. 1686—1709 — Анри-Жюль де Бурбон-Конде (1643—1709), 4-й герцог де Бельгард
5. 1709—1710 — Луи III де Бурбон-Конде (1668—1710), 5-й герцог де Бельгард
6. 1710—1740 — Луи IV Анри де Бурбон-Конде (1692—1740), 6-й герцог де Бельгард
7. 1740—1818 — Луи V Жозеф де Бурбон-Конде (1736—1818), 7-й герцог де Бельгард
8. 1818—1830 — Луи VI Анри де Бурбон-Конде (1756—1830), 8-й герцог де Бельгард